# Lưu huỳnh trioxide
Lưu huỳnh trioxide (còn gọi là anhydride sunfuric, sulfur trioxide) là một hợp chất vô cơ với công thức hóa học SO3. Nó là chất lỏng không màu, tan vô hạn trong nước và axit sunfuric. Lưu huỳnh trioxide khô tuyệt đối không ăn mòn kim loại. Ở thể khí, đây là một chất gây ô nhiễm nghiêm trọng và là tác nhân chính trong các trận mưa axit. SO3 được sản xuất đại trà để dùng trong điều chế axit sunfuric.

## Cấu tạo và liên kết

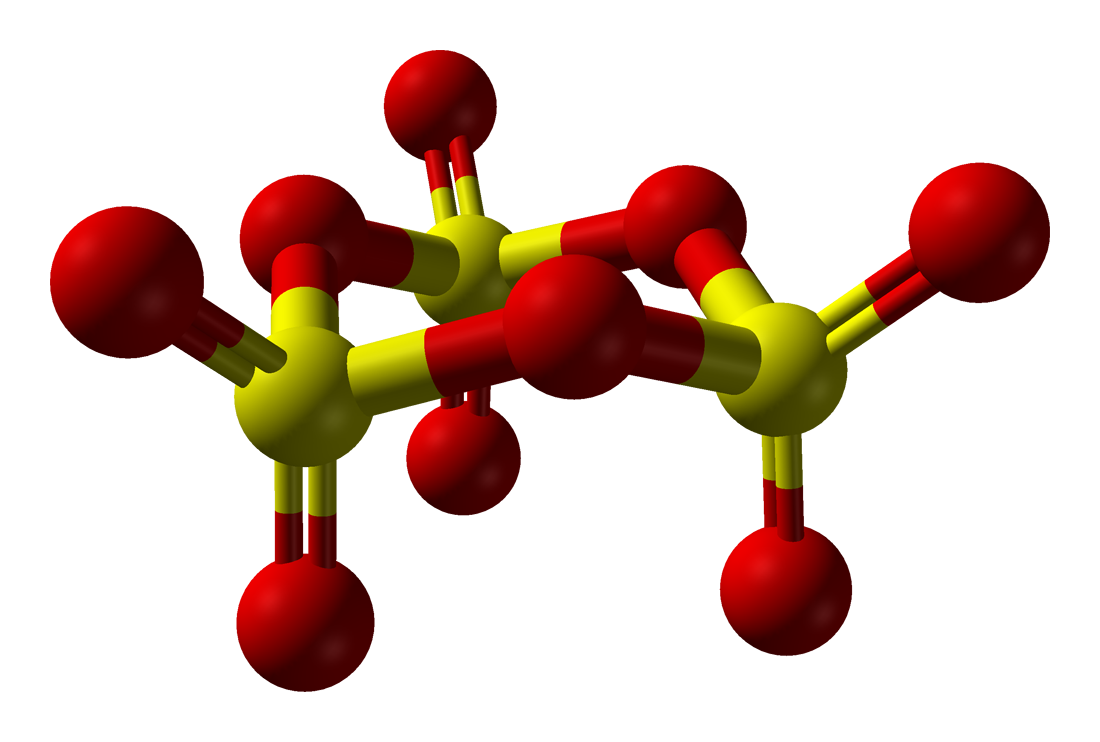
Mô hình bóng và que của phân tử γ-SO_{3}

Khí SO3 có cấu tạo phân tử tam diện phẳng và đối xứng, như được dự đoán trước bởi lý thuyết VSEPR.
Nguyên tử lưu huỳnh có số oxy hóa là +6, điện tích là 0 và bao quanh bởi 6 cặp electron.

## Các phản ứng hóa học
SO3 là anhydride của H2SO4. Do đó, các phản ứng sau sẽ xảy ra:
{\displaystyle {\ce {SO3 + H2O -> H2SO4}}} (phản ứng tỏa nhiều nhiệt)
Lưu huỳnh triOxide cũng phản ứng với lưu huỳnh điclorua để tạo ra thuốc thử hữu dụng thionyl chloride.
{\displaystyle {\ce {SO3 + SCl2 -> SOCl2 + SO2}}}
Ở nhiệt độ cao, lưu huỳnh triOxide bị nhiệt phân khi có chất xúc tác là Vanadi(V) oxide.
{\displaystyle {\ce {SO3 -> SO2 + O2}}}

## Sản xuất
Trong công nghiệp người ta sản xuất lưu huỳnh trioxide bằng cách oxy hóa Lưu huỳnh dioxide bởi oxy với sự có mặt của chất xúc tác là Vanadi(V) oxide. Phản ứng xảy ra như sau:
2SO2 + O2 → 2SO3 (với xúc tác V2O5, ở nhiệt độ cao khoảng 450–500 ℃)
SO2 cũng có thể phản ứng với O2 ở nhiệt độ thấp hơn với xúc tác là NO2 để tạo SO3
2SO2 + O2 → 2SO3 (nhiệt độ cao, chất xúc tác NO2)
Quá trình phản ứng diễn ra như sau: ban đầu NO2 phản ứng với SO2 tạo SO3.
SO2 + NO2 → SO3 + NO
Sau đó O2 lại phản ứng tiếp với NO tạo NO2. Quá trình trên được lặp lại nhiều lần.